# Un bel viaggio
Un bel viaggio è un singolo del gruppo musicale italiano Articolo 31, pubblicato il 9 febbraio 2023 come primo estratto dall'ottavo album in studio Protomaranza.

## Descrizione
Si tratta del primo brano inedito registrato dal duo a distanza di diciott'anni, precisamente dall'uscita del singolo Nato sbagliato, presente in La riconquista del forum, ed è stato presentato per la prima volta dal vivo in occasione della loro partecipazione al Festival di Sanremo 2023, dove si è classificato sedicesimo nella serata conclusiva.
Dal punto di vista musicale si tratta di una ballata pop rap, con un testo autobiografico che ripercorre l'amicizia e la collaborazione del duo, passando tra il loro periodo di maggior successo fino allo scioglimento e al ricongiungimento artistico e personale.

## Video musicale
Il video, reso disponibile nello stesso giorno, è stato diretto da Fabrizio Conte presso i Navigli di Milano e ripercorre l'amicizia tra il duo, passando per il litigio e la riconciliazione, attraverso la storia di due ragazzi. Nel filmato vengono mostrate anche scene in cui il duo esegue il brano circondato da un'orchestra e dal pubblico.

## Tracce
Testi di J-Ax, Grido e Federica Abbate, musiche di DJ Jad, Wlady, Antonio Colangelo e Daniele Silvestri.
1. Un bel viaggio – 3:38

## Classifiche
| Classifica (2023) | Posizione massima |
| ----------------- | ----------------- |
| Italia            | 19                |